# Ray Borg
Raymond Anthony Borg, mais conhecido como Ray Borg (Albuquerque, 4 de agosto de 1993) é um lutador de artes marciais mistas (MMA) norte-americano, que compete na divisão peso-mosca do Ultimate Fighting Championship. Lutador profissional de MMA desde 2012, Borg iniciou sua carreira lutando principalmente em sua terra natal, Região Sudoeste dos Estados Unidos, competindo em promoções como King of the Cage e Legacy Fighting Championship.
A partir de 13 de abril de 2017, Borg é classificado em n° 4 no ranking peso-mosca oficial do UFC.

## Ultimate Fighting Championship
Depois de uma carreira de sucesso nos Estados Unidos, com um cartel invicto de 6-0 no MMA, foi revelado, em abril de 2014, que Borg tinha assinado com o UFC.
Borg foi programado para fazer sua estreia no UFC contra Dustin Ortiz, em 19 de Abril de 2014, no UFC on Fox: Werdum vs. Browne. Ele perdeu a luta por decisão dividida.
Borg enfrentaria Ryan Benoit, no UFC Fight Night: Swanson vs. Stephens. No entanto, devido a uma lesão, Benoit foi substituído pelo estreante na promoção, Shane Howell. Borg venceu a luta por finalização (mata-leão) no primeiro round. A vitória também significou o primeiro bônus de Performance da Noite de Borg.
Borg enfrentaria Richie Vaculik, em 8 de Novembro de 2014, no UFC Fight Night 55.  No entanto, Borg foi forçado a retirar-se do evento, devido a uma lesão, e foi substituído por Neil Seery. Posteriormente, Seery foi retirado dessa luta e foi substituído por Louis Smolka.
Borg enfrentou Chris Kelades, em 14 de Fevereiro de 2015, no UFC Fight Night 60. Borg venceu a luta por finalização no terceiro round, que lhe valeu o segundo bônus consecutivo de Performance da Noite.
Borg enfrentou o estreante na organização, Geane Herrera, em 8 de agosto de 2015, no UFC Fight Night: Teixeira vs. St. Preux. Ele venceu a luta por decisão unânime.

## Campeonatos e realizações

### Artes marciais mistas
- Ultimate Fighting Championship
  - Performance da noite (duas vezes)

## Cartel no MMA
| Cartel no MMA   |             |            |
| 18 lutas        | 13 vitórias | 5 derrotas |
| Por nocaute     | 1           | 0          |
| Por finalização | 6           | 1          |
| Por decisão     | 6           | 4          |

| Res.    | Cartel | Oponente           | Método                               | Evento                                     | Data       | Round | Tempo | Local                    | Notas                                                  |
| ------- | ------ | ------------------ | ------------------------------------ | ------------------------------------------ | ---------- | ----- | ----- | ------------------------ | ------------------------------------------------------ |
| Derrota | 13-5   | Ricky Simon        | Decisão (dividida)                   | UFC Fight Night: Smith vs. Teixeira        | 13/05/2020 | 3     | 5:00  | Jacksonville, Flórida    |                                                        |
| Vitória | 13-4   | Rogério Bontorin   | Decisão (unânime)                    | UFC Fight Night: Anderson vs. Błachowicz 2 | 15/02/2020 | 3     | 5:00  | Rio Rancho, Novo México  |                                                        |
| Vitória | 12-4   | Gabriel Silva      | Decisão (unânime)                    | UFC on ESPN: dos Anjos vs. Edwards         | 20/07/2019 | 3     | 5:00  | San Antonio, Texas       |                                                        |
| Derrota | 11-4   | Casey Kenney       | Decisão (unânime)                    | UFC on ESPN: Barboza vs. Gaethje           | 30/03/2019 | 3     | 5:00  | Filadélfia, Pensilvânia  | Retorno ao peso galo. Borg não bateu o peso (137 lbs). |
| Derrota | 11-3   | Demetrious Johnson | Finalização (chave de braço voadora) | UFC 216: Ferguson vs. Lee                  | 07/10/2017 | 5     | 3:15  | Las Vegas, Nevada        | Pelo Cinturão Peso Mosca do UFC.                       |
| Vitória | 11-2   | Jussier Formiga    | Decisão (unânime)                    | UFC Fight Night: Belfort vs. Gastelum      | 11/03/2017 | 3     | 5:00  | Fortaleza                |                                                        |
| Vitória | 10-2   | Louis Smolka       | Decisão (unânime)                    | UFC 207: Nunes vs. Rousey                  | 30/12/2016 | 3     | 5:00  | Las Vegas, Nevada        |                                                        |
| Derrota | 9-2    | Justin Scoggins    | Decisão (unânime)                    | UFC Fight Night: Hendricks vs. Thompson    | 06/02/2016 | 3     | 5:00  | Las Vegas, Nevada        |                                                        |
| Vitória | 9-1    | Geane Herrera      | Decisão (unânime)                    | UFC Fight Night: Teixeira vs. St. Preux    | 08/08/2015 | 3     | 5:00  | Nashville, Tennessee     | Peso casado (126,75 lbs); Borg não bateu o peso.       |
| Vitória | 8-1    | Chris Kelades      | Finalização (kimura)                 | UFC Fight Night: Henderson vs. Thatch      | 14/02/2015 | 3     | 2:56  | Broomfield, Colorado     | Performance da Noite.                                  |
| Vitória | 7-1    | Shane Howell       | Finalização (mata leão)              | UFC Fight Night: Swanson vs. Stephens      | 28/06/2014 | 1     | 2:17  | San Antonio, Texas       | Performance da Noite.                                  |
| Derrota | 6-1    | Dustin Ortiz       | Decisão (dividida)                   | UFC on Fox: Werdum vs. Browne              | 19/04/2014 | 3     | 5:00  | Orlando, Florida         |                                                        |
| Vitória | 6-0    | Nick Urso          | Finalização (mata leão)              | Legacy FC 30                               | 04/04/2014 | 2     | 4:01  | Albuquerque, Novo México |                                                        |
| Vitória | 5-0    | Jeimeson Saudino   | Finalização (mata leão)              | SCS 20 - Vinte                             | 23/11/2013 | 2     | 4:22  | Hinton, Oklahoma         |                                                        |
| Vitória | 4-0    | Angelo Sanchez     | Decisão (unânime)                    | Triple A MMA 3 - North vs. South           | 18/08/2013 | 3     | 5:00  | Albuquerque, Novo México |                                                        |
| Vitória | 3-0    | Lee Lindow         | Nocaute Técnico (socos)              | KOTC - World Championships                 | 25/05/2013 | 1     | 1:59  | Scottsdale, Arizona      |                                                        |
| Vitória | 2-0    | Peter Baltimore    | Finalização (mata leão)              | KOTC - Regulators                          | 19/01/2013 | 1     | 4:03  | Scottsdale, Arizona      |                                                        |
| Vitória | 1-0    | Gene Perez         | Finalização (mata leão)              | KOTC - Ignite                              | 11/08/2012 | 1     | 3:01  | Santa Fé, Novo México    |                                                        |